# Lijst van presidenten van de Verenigde Staten
Hieronder volgt een chronologische lijst van presidenten van de Verenigde Staten van Amerika en hun vicepresidenten.

## Presidenten van de Verenigde Staten (vanaf 1789–heden)
| Partij-legenda |
| --- |
| ■ Democratisch-Republikeinse Partij (4) ■ Democratische Partij (16) ■ Federalistische Partij (1) ■ Nationale Republikeinse Partij (1) ■ Nationale Uniepartij (2) ■ Onafhankelijk (2) ■ Republikeinse Partij (20) ■ Whigpartij (4) |

| Nr. | President                        | President                          | Ambtstermijn                       | Partij                                        | Verkiezing                                  | Vicepresident             |
| --- | -------------------------------- | ---------------------------------- | ---------------------------------- | --------------------------------------------- | ------------------------------------------- | ------------------------- |
| 1   | George Washington                | George Washington (1732–1799)      | 30 april 1789 – 4 maart 1797       | Onafhankelijk                                 | 1788–89                                     | John Adams                |
| 1   | George Washington                | George Washington (1732–1799)      | 30 april 1789 – 4 maart 1797       | Onafhankelijk                                 | 1792                                        | John Adams                |
| 2   | John Adams                       | John Adams (1735–1826)             | 4 maart 1797 – 4 maart 1801        | Federalistische Partij                        | 1796                                        | Thomas Jefferson          |
| 3   | Thomas Jefferson                 | Thomas Jefferson (1743–1826)       | 4 maart 1801 – 4 maart 1809        | Democratisch-Republikeinse Partij             | 1800                                        | Aaron Burr                |
| 3   | Thomas Jefferson                 | Thomas Jefferson (1743–1826)       | 4 maart 1801 – 4 maart 1809        | Democratisch-Republikeinse Partij             | 1804                                        | George Clinton            |
| 4   | James Madison                    | James Madison (1751–1836)          | 4 maart 1809 – 4 maart 1817        | Democratisch-Republikeinse Partij             | 1808                                        | George Clinton            |
| 4   | James Madison                    | James Madison (1751–1836)          | 4 maart 1809 – 4 maart 1817        | Democratisch-Republikeinse Partij             | 1808                                        | vacant (20 april 1812)    |
| 4   | James Madison                    | James Madison (1751–1836)          | 4 maart 1809 – 4 maart 1817        | Democratisch-Republikeinse Partij             | 1812                                        | Elbridge Gerry            |
| 4   | James Madison                    | James Madison (1751–1836)          | 4 maart 1809 – 4 maart 1817        | Democratisch-Republikeinse Partij             | 1812                                        | vacant (23 november 1814) |
| 5   | James Monroe                     | James Monroe (1758–1831)           | 4 maart 1817 – 4 maart 1825        | Democratisch-Republikeinse Partij             | 1816                                        | Daniel D. Tompkins        |
| 5   | James Monroe                     | James Monroe (1758–1831)           | 4 maart 1817 – 4 maart 1825        | Democratisch-Republikeinse Partij             | 1820                                        | Daniel D. Tompkins        |
| 6   | John Quincy Adams                | John Quincy Adams (1767–1848)      | 4 maart 1825 – 4 maart 1829        | Democratisch-Republikeinse Partij (1825–1828) | 1824                                        | John C. Calhoun           |
| 6   | John Quincy Adams                | John Quincy Adams (1767–1848)      | 4 maart 1825 – 4 maart 1829        | Nationale Republikeinse Partij (1828–1829)    | 1824                                        | John C. Calhoun           |
| 7   | Andrew Jackson                   | Andrew Jackson (1767–1845)         | 4 maart 1829 – 4 maart 1837        | Democratische Partij                          | 1828                                        | John C. Calhoun           |
| 7   | Andrew Jackson                   | Andrew Jackson (1767–1845)         | 4 maart 1829 – 4 maart 1837        | Democratische Partij                          | 1828                                        | vacant (28 december 1832) |
| 7   | Andrew Jackson                   | Andrew Jackson (1767–1845)         | 4 maart 1829 – 4 maart 1837        | Democratische Partij                          | 1832                                        | Martin Van Buren          |
| 8   | Martin Van Buren                 | Martin Van Buren (1782–1862)       | 4 maart 1837 – 4 maart 1841        | Democratische Partij                          | 1836                                        | Richard Mentor Johnson    |
| 9   | William Henry Harrison           | William Henry Harrison (1773–1841) | 4 maart 1841 – 4 april 1841        | Whigpartij                                    | 1840                                        | John Tyler                |
| 9   | William Henry Harrison           | William Henry Harrison (1773–1841) | Overleden in ambt                  | Whigpartij                                    | 1840                                        | John Tyler                |
| 10  | John Tyler                       | John Tyler (1790–1862)             | 6 april 1841 – 4 maart 1845        | Whigpartij                                    | 1840                                        | vacant                    |
| 10  | John Tyler                       | John Tyler (1790–1862)             | 6 april 1841 – 4 maart 1845        | Onafhankelijk (13 september 1841)             | 1840                                        | vacant                    |
| 11  | James Knox Polk                  | James K. Polk (1795–1849)          | 4 maart 1845 – 4 maart 1849        | Democratische Partij                          | 1844                                        | George M. Dallas          |
| 12  | Zachary Taylor                   | Zachary Taylor (1784–1850)         | 4 maart 1849 – 9 juli 1850         | Whigpartij                                    | 1848                                        | Millard Fillmore          |
| 12  | Zachary Taylor                   | Zachary Taylor (1784–1850)         | Overleden in ambt                  | Whigpartij                                    | 1848                                        | Millard Fillmore          |
| 13  | Millard Fillmore                 | Millard Fillmore (1800–1874)       | 10 juli 1850 – 4 maart 1853        | Whigpartij                                    | 1848                                        | vacant                    |
| 14  | Franklin Pierce                  | Franklin Pierce (1804–1869)        | 4 maart 1853 – 4 maart 1857        | Democratische Partij                          | 1852                                        | William R. King           |
| 14  | Franklin Pierce                  | Franklin Pierce (1804–1869)        | 4 maart 1853 – 4 maart 1857        | Democratische Partij                          | 1852                                        | vacant (18 april 1853)    |
| 15  | James Buchanan                   | James Buchanan (1791–1868)         | 4 maart 1857 – 4 maart 1861        | Democratische Partij                          | 1856                                        | John C. Breckinridge      |
| 16  | Abraham Lincoln                  | Abraham Lincoln (1809–1865)        | 4 maart 1861 – 15 april 1865       | Republikeinse Partij                          | 1860                                        | Hannibal Hamlin           |
| 16  | Abraham Lincoln                  | Abraham Lincoln (1809–1865)        | 4 maart 1861 – 15 april 1865       | Nationale Uniepartij                          | 1864                                        | Andrew Johnson            |
| 16  | Abraham Lincoln                  | Abraham Lincoln (1809–1865)        | Vermoord                           | Nationale Uniepartij                          | 1864                                        | Andrew Johnson            |
| 17  | Andrew Johnson                   | Andrew Johnson (1808–1875)         | 15 april 1865 – 4 maart 1869       | Nationale Uniepartij                          | 1864                                        | vacant                    |
| 17  | Andrew Johnson                   | Andrew Johnson (1808–1875)         | 15 april 1865 – 4 maart 1869       | Democratische Partij                          | 1864                                        | vacant                    |
| 18  | Ulysses Simpson Grant            | Ulysses S. Grant (1822–1885)       | 4 maart 1869 – 4 maart 1877        | Republikeinse Partij                          | 1868                                        | Schuyler Colfax           |
| 18  | Ulysses Simpson Grant            | Ulysses S. Grant (1822–1885)       | 4 maart 1869 – 4 maart 1877        | Republikeinse Partij                          | 1872                                        | Henry Wilson              |
| 18  | Ulysses Simpson Grant            | Ulysses S. Grant (1822–1885)       | 4 maart 1869 – 4 maart 1877        | Republikeinse Partij                          | 1872                                        | vacant (22 november 1875) |
| 19  | Rutherford Birchard Hayes        | Rutherford B. Hayes (1822–1893)    | 4 maart 1877 – 4 maart 1881        | Republikeinse Partij                          | 1876                                        | William A. Wheeler        |
| 20  | James Abram Garfield             | James A. Garfield (1831–1881)      | 4 maart 1881 – 19 september 1881   | Republikeinse Partij                          | 1880                                        | Chester A. Arthur         |
| 20  | James Abram Garfield             | James A. Garfield (1831–1881)      | Vermoord                           | Republikeinse Partij                          | 1880                                        | Chester A. Arthur         |
| 21  | Chester Alan Arthur              | Chester A. Arthur (1829–1886)      | 20 september 1881 – 4 maart 1885   | Republikeinse Partij                          | 1880                                        | vacant                    |
| 22  | Stephen Grover Cleveland         | Grover Cleveland (1837–1908)       | 4 maart 1885 – 4 maart 1889        | Democratische Partij                          | 1884                                        | Thomas A. Hendricks       |
| 22  | Stephen Grover Cleveland         | Grover Cleveland (1837–1908)       | 4 maart 1885 – 4 maart 1889        | Democratische Partij                          | 1884                                        | vacant (25 november 1885) |
| 23  | Benjamin Harrison                | Benjamin Harrison (1833–1901)      | 4 maart 1889 – 4 maart 1893        | Republikeinse Partij                          | 1888                                        | Levi P. Morton            |
| 24  | Stephen Grover Cleveland         | Grover Cleveland (1837–1908)       | 4 maart 1893 – 4 maart 1897        | Democratische Partij                          | 1892                                        | Adlai Stevenson I         |
| 25  | William McKinley                 | William McKinley (1843–1901)       | 4 maart 1897 – 14 september 1901   | Republikeinse Partij                          | 1896                                        | Garret Hobart             |
| 25  | William McKinley                 | William McKinley (1843–1901)       | 4 maart 1897 – 14 september 1901   | Republikeinse Partij                          | 1896                                        | vacant (21 november 1899) |
| 25  | William McKinley                 | William McKinley (1843–1901)       | 4 maart 1897 – 14 september 1901   | Republikeinse Partij                          | 1900                                        | Theodore Roosevelt        |
| 25  | William McKinley                 | William McKinley (1843–1901)       | Vermoord                           | Republikeinse Partij                          | 1900                                        | Theodore Roosevelt        |
| 26  | Theodore Roosevelt               | Theodore Roosevelt (1858–1919)     | 14 september 1901 – 4 maart 1909   | Republikeinse Partij                          | 1900                                        | vacant                    |
| 26  | Theodore Roosevelt               | Theodore Roosevelt (1858–1919)     | 14 september 1901 – 4 maart 1909   | Republikeinse Partij                          | 1904                                        | Charles W. Fairbanks      |
| 27  | William Howard Taft              | William Howard Taft (1857–1930)    | 4 maart 1909 – 4 maart 1913        | Republikeinse Partij                          | 1908                                        | James S. Sherman          |
| 27  | William Howard Taft              | William Howard Taft (1857–1930)    | 4 maart 1909 – 4 maart 1913        | Republikeinse Partij                          | 1908                                        | vacant (30 oktober 1912)  |
| 28  | Thomas Woodrow Wilson            | Woodrow Wilson (1856–1924)         | 4 maart 1913 – 4 maart 1921        | Democratische Partij                          | 1912                                        | Thomas R. Marshall        |
| 28  | Thomas Woodrow Wilson            | Woodrow Wilson (1856–1924)         | 4 maart 1913 – 4 maart 1921        | Democratische Partij                          | 1916                                        | Thomas R. Marshall        |
| 29  | Warren Gamaliel Harding          | Warren G. Harding (1865–1923)      | 4 maart 1921 – 2 augustus 1923     | Republikeinse Partij                          | 1920                                        | Calvin Coolidge           |
| 29  | Warren Gamaliel Harding          | Warren G. Harding (1865–1923)      | Overleden in ambt                  | Republikeinse Partij                          | 1920                                        | Calvin Coolidge           |
| 30  | John Calvin Coolidge             | Calvin Coolidge (1872–1933)        | 3 augustus 1923 – 4 maart 1929     | Republikeinse Partij                          | 1920                                        | vacant                    |
| 30  | John Calvin Coolidge             | Calvin Coolidge (1872–1933)        | 3 augustus 1923 – 4 maart 1929     | Republikeinse Partij                          | 1924                                        | Charles G. Dawes          |
| 31  | Herbert Clark Hoover             | Herbert Hoover (1874–1964)         | 4 maart 1929 – 4 maart 1933        | Republikeinse Partij                          | 1928                                        | Charles Curtis            |
| 32  | Franklin Delano Roosevelt        | Franklin D. Roosevelt (1882–1945)  | 4 maart 1933 – 12 april 1945       | Democratische Partij                          | 1932                                        | John Nance Garner         |
| 32  | Franklin Delano Roosevelt        | Franklin D. Roosevelt (1882–1945)  | 4 maart 1933 – 12 april 1945       | Democratische Partij                          | 1936                                        | John Nance Garner         |
| 32  | Franklin Delano Roosevelt        | Franklin D. Roosevelt (1882–1945)  | 4 maart 1933 – 12 april 1945       | Democratische Partij                          | 1940                                        | Henry A. Wallace          |
| 32  | Franklin Delano Roosevelt        | Franklin D. Roosevelt (1882–1945)  | 4 maart 1933 – 12 april 1945       | Democratische Partij                          | 1944                                        | Harry S. Truman           |
| 32  | Franklin Delano Roosevelt        | Franklin D. Roosevelt (1882–1945)  | Overleden in ambt                  | Democratische Partij                          | 1944                                        | Harry S. Truman           |
| 33  | Harry S. Truman                  | Harry S. Truman (1884–1972)        | 12 april 1945 – 20 januari 1953    | Democratische Partij                          | 1944                                        | vacant                    |
| 33  | Harry S. Truman                  | Harry S. Truman (1884–1972)        | 12 april 1945 – 20 januari 1953    | Democratische Partij                          | 1948                                        | Alben W. Barkley          |
| 34  | Dwight David Eisenhower          | Dwight D. Eisenhower (1890–1969)   | 20 januari 1953 – 20 januari 1961  | Republikeinse Partij                          | 1952                                        | Richard Nixon             |
| 34  | Dwight David Eisenhower          | Dwight D. Eisenhower (1890–1969)   | 20 januari 1953 – 20 januari 1961  | Republikeinse Partij                          | 1956                                        | Richard Nixon             |
| 35  | John Fitzgerald Kennedy          | John F. Kennedy (1917–1963)        | 20 januari 1961 – 22 november 1963 | Democratische Partij                          | 1960                                        | Lyndon B. Johnson         |
| 35  | John Fitzgerald Kennedy          | John F. Kennedy (1917–1963)        | Vermoord                           | Democratische Partij                          | 1960                                        | Lyndon B. Johnson         |
| 36  | Lyndon Baines Johnson            | Lyndon B. Johnson (1908–1973)      | 22 november 1963 – 20 januari 1969 | Democratische Partij                          | 1960                                        | vacant                    |
| 36  | Lyndon Baines Johnson            | Lyndon B. Johnson (1908–1973)      | 22 november 1963 – 20 januari 1969 | Democratische Partij                          | 1964                                        | Hubert Humphrey           |
| 37  | Richard Milhous Nixon            | Richard Nixon (1913–1994)          | 20 januari 1969 – 9 augustus 1974  | Republikeinse Partij                          | 1968                                        | Spiro Agnew               |
| 37  | Richard Milhous Nixon            | Richard Nixon (1913–1994)          | 20 januari 1969 – 9 augustus 1974  | Republikeinse Partij                          | 1972                                        | Spiro Agnew               |
| 37  | Richard Milhous Nixon            | Richard Nixon (1913–1994)          | 20 januari 1969 – 9 augustus 1974  | Republikeinse Partij                          | vacant (10 oktober 1973 – 6 december 1973)  |                           |
| 37  | Richard Milhous Nixon            | Richard Nixon (1913–1994)          | 20 januari 1969 – 9 augustus 1974  | Republikeinse Partij                          | Gerald Ford                                 |                           |
| 38  | Gerald Rudolph Ford              | Gerald Ford (1913–2006)            | 9 augustus 1974 – 20 januari 1977  | Republikeinse Partij                          | vacant (9 augustus 1974 – 19 december 1974) |                           |
| 38  | Gerald Rudolph Ford              | Gerald Ford (1913–2006)            | 9 augustus 1974 – 20 januari 1977  | Republikeinse Partij                          | Nelson Rockefeller                          |                           |
| 39  | James Earl (Jimmy) Carter        | Jimmy Carter (1924–2024)           | 20 januari 1977 – 20 januari 1981  | Democratische Partij                          | 1976                                        | Walter Mondale            |
| 40  | Ronald Wilson Reagan             | Ronald Reagan (1911–2004)          | 20 januari 1981 – 20 januari 1989  | Republikeinse Partij                          | 1980                                        | George H.W. Bush          |
| 40  | Ronald Wilson Reagan             | Ronald Reagan (1911–2004)          | 20 januari 1981 – 20 januari 1989  | Republikeinse Partij                          | 1984                                        | George H.W. Bush          |
| 41  | George Herbert Walker Bush       | George H. W. Bush (1924–2018)      | 20 januari 1989 – 20 januari 1993  | Republikeinse Partij                          | 1988                                        | Dan Quayle                |
| 42  | William Jefferson (Bill) Clinton | Bill Clinton (1946)                | 20 januari 1993 – 20 januari 2001  | Democratische Partij                          | 1992                                        | Al Gore                   |
| 42  | William Jefferson (Bill) Clinton | Bill Clinton (1946)                | 20 januari 1993 – 20 januari 2001  | Democratische Partij                          | 1996                                        | Al Gore                   |
| 43  | George Walker Bush               | George W. Bush (1946)              | 20 januari 2001 – 20 januari 2009  | Republikeinse Partij                          | 2000                                        | Dick Cheney               |
| 43  | George Walker Bush               | George W. Bush (1946)              | 20 januari 2001 – 20 januari 2009  | Republikeinse Partij                          | 2004                                        | Dick Cheney               |
| 44  | Barack Hussein Obama             | Barack Obama (1961)                | 20 januari 2009 – 20 januari 2017  | Democratische Partij                          | 2008                                        | Joe Biden                 |
| 44  | Barack Hussein Obama             | Barack Obama (1961)                | 20 januari 2009 – 20 januari 2017  | Democratische Partij                          | 2012                                        | Joe Biden                 |
| 45  | Donald John Trump                | Donald Trump (1946)                | 20 januari 2017 – 20 januari 2021  | Republikeinse Partij                          | 2016                                        | Mike Pence                |
| 46  | Joseph Robinette (Joe) Biden     | Joe Biden (1942)                   | 20 januari 2021 – 20 januari 2025  | Democratische Partij                          | 2020                                        | Kamala Harris             |
| 47  | Donald John Trump                | Donald Trump (1946)                | 20 januari 2025 – heden            | Republikeinse Partij                          | 2024                                        | J.D. Vance                |

## Geen president
Personen die soms onterecht als president van de Verenigde Staten worden aangemerkt:
- De tien presidenten onder de Articles of Confederation:
  - Samuel Huntington (1779–1781)
  - Thomas McKean (1781)
  - John Hanson (1781–1782)
  - Elias Boudinot (1782–1783)
  - Thomas Mifflin (1783–1784)
  - Richard Henry Lee (1784–1785)
  - John Hancock (1785–1786)
  - Nathaniel Gorham (1786)
  - Arthur St. Clair (1787)
  - Cyrus Griffin (1788)
- David Rice Atchison; sommigen stellen dat hij voor één dag (4 maart 1849) president zou zijn geweest.
- Jefferson Davis (1861–1865), de enige president van de Geconfedereerde Staten van Amerika gedurende de Amerikaanse Burgeroorlog.

## Statistieken en wetenswaardigheden

### Presidenten per partij
Het aantal presidenten dat elke partij leverde:
|    | Partij                            | Aantal presidenten |
| -- | --------------------------------- | ------------------ |
| 1. | Republikeinse Partij              | 20                 |
| 2. | Democratische Partij              | 17                 |
| 3. | Democratisch-Republikeinse Partij | 4                  |
| 3. | Whigpartij                        | 4                  |
| 5. | Nationale Uniepartij              | 2                  |
| 5. | Onafhankelijk                     | 2                  |
| 7. | Federalistische Partij            | 1                  |

### Leeftijden van presidenten

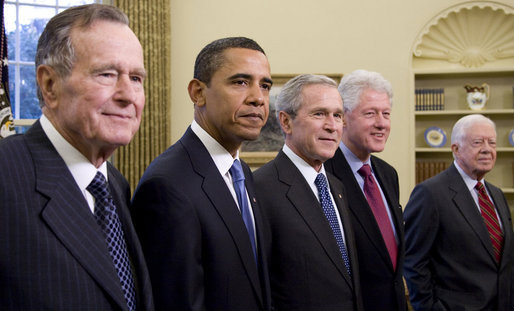
Vijf presidenten op rij: George H.W. Bush, Barack Obama, George W. Bush, Bill Clinton en Jimmy Carter in januari 2009

De jongste presidenten
bij het begin van de ambtstermijn:
|    | President          | Leeftijd |
| -- | ------------------ | -------- |
| 1. | Theodore Roosevelt | 42       |
| 2. | John F. Kennedy    | 43       |
| 3. | Bill Clinton       | 46       |
| 3. | Ulysses S. Grant   | 46       |
| 5. | Barack Obama       | 47       |
| 5. | Grover Cleveland   | 47       |

De oudste presidenten
bij het einde van de ambtstermijn:
|    | President            | Leeftijd |
| -- | -------------------- | -------- |
| 1. | Joe Biden            | 82       |
| 2. | Ronald Reagan        | 77       |
| 3. | Donald Trump         | 74       |
| 4. | Dwight D. Eisenhower | 70       |
| 5. | Andrew Jackson       | 69       |
| 5. | James Buchanan       | 69       |

De volgende oud-presidenten van de Verenigde Staten zijn medio 2025 nog in leven:
- Bill Clinton – 78 jaar
- George W. Bush – 79 jaar
- Barack Obama – 64 jaar
- Joe Biden – 82 jaar

### Tijdens presidentschap overleden
Vier presidenten zijn tijdens hun regeringsperiode om het leven gebracht:
- Abraham Lincoln – op 14 april 1865 in het hoofd geschoten en de volgende dag overleden, 6 weken na het begin van zijn tweede ambtstermijn
- James Garfield – op 2 juli 1881 van achteren neergeschoten en op 19 september aan infecties overleden, 6 maanden en 2 weken na zijn aantreden
- William McKinley – op 6 september 1901 van dichtbij neergeschoten en op 14 september overleden aan koudvuur, ruim 6 maanden na het begin van zijn tweede ambtstermijn
- John F. Kennedy – op 22 november 1963 met een geweer doodgeschoten, na 2 jaar en 10 maanden presidentschap

Buiten de vermoorde presidenten zijn er vier presidenten tijdens hun regeringsperiode overleden:
- William Henry Harrison – op 4 april 1841 overleden aan een longontsteking of buiktyfus, precies 1 maand na zijn aantreden
- Zachary Taylor – op 9 juli 1850 overleden, waarschijnlijk aan buikgriep, 16 maanden na zijn aantreden
- Warren G. Harding – op 2 augustus 1923 overleden, waarschijnlijk door een hartinfarct, na 2 jaar en 5 maanden presidentschap
- Franklin D. Roosevelt – op 12 april 1945 overleden aan een hersenbloeding, een kleine 3 maanden na het begin van zijn vierde ambtstermijn

### Aftredingen en afzettingsprocedures
- Richard Nixon – trad in 1974 uit zichzelf af vanwege het Watergateschandaal, om daarmee een vrijwel zekere afzettingsprocedure te voorkomen.

Ingezette afzettingsprocedures:
- Andrew Johnson – werd in 1868 aangeklaagd door het Huis van Afgevaardigden; bij stemming in de Senaat met een verschil van één stem vrijgesproken.
- Bill Clinton – in 1998 passeerden twee aanklachten het Huis van Afgevaardigden (twee andere aanklachten haalden het niet); in beide gevallen werd hij vrijgesproken door de Senaat.
- Donald John Trump – in 2019 passeerden twee aanklachten het Huis van Afgevaardigden; in beide gevallen werd hij vrijgesproken door de Senaat.
- Donald John Trump – werd in 2021 aangeklaagd door het Huis van Afgevaardigden; bij stemming in de Senaat vrijgesproken.

### Zonder meerderheid verkozen
De volgende vijf presidentskandidaten zijn president geworden zonder dat zij beschikten over een (absolute) meerderheid van de stemmen van de bevolking:
- John Quincy Adams – in 1824 kwam hij 44.804 stemmen tekort.
- Rutherford Hayes – in 1876 kwam hij 264.292 stemmen tekort.
- Benjamin Harrison – in 1888 kwam hij 95.713 stemmen tekort.
- George W. Bush – in 2000 had hij 543.895 stemmen minder dan zijn belangrijkste tegenstander Al Gore.
- Donald Trump – in 2016 had hij 2.864.974 stemmen minder dan zijn belangrijkste tegenstander Hillary Clinton.

Twee personen zijn president geworden zonder een meerderheid van stemmen van het electoraal college (de zogeheten kiesmannen); zij zijn door het Huis van Afgevaardigden gekozen:
- Thomas Jefferson – kreeg in 1800 evenveel kiesmannen achter zich als zijn eigenlijke vicepresidentskandidaat Aaron Burr.
- John Quincy Adams – kreeg in 1824 15 electorale stemmen minder dan Andrew Jackson.

Na een uitspraak van het Amerikaanse Hooggerechtshof president geworden:
- George W. Bush in 2000. Tijdens de verkiezingen van 2000 bleef de definitieve uitslag in de staat Florida lang onzeker. De uitslag in deze staat was van doorslaggevend belang: zowel Bush als zijn Democratische opponent Al Gore zouden bij winst in deze staat genoeg kiesmannen verzameld hebben om president te worden. Na de reguliere (machinale) stemming stond Bush licht voor. Het Hooggerechtshof van Florida stemde in met het verzoek van Democraten in een aantal (traditioneel Democratische) kiesdistricten de stemmen handmatig te hertellen. Op 12 december oordeelde het Federaal Hooggerechtshof echter dat dit onrechtmatig was, omdat de hertelling niet in de hele staat plaatsvond en Bush daarom geen gelijke behandeling had genoten. Na deze uitspraak werd de machinale telling alsnog de definitieve telling en werd Bush tot winnaar uitgeroepen.

### Vicepresidenten die president werden
Negen vicepresidenten werden zelf president omdat de zittende president werd afgezet, aftrad of overleed:
1. John Tyler – volgde William Henry Harrison op na diens overlijden in 1841, maar werd zelf nooit gekozen tot president; hij trok zich voortijdig terug uit de verkiezingen van 1844.
2. Millard Fillmore – volgde Zachary Taylor op na diens overlijden in 1850, maar werd zelf nooit gekozen tot president; hij was niet genomineerd als presidentskandidaat voor de Whig Party in de verkiezingen van 1852, en verloor in de verkiezingen van 1856 als kandidaat voor de American Party.
3. Andrew Johnson – volgde Abraham Lincoln op na diens overlijden in 1865, maar werd zelf nooit gekozen tot president; hij was niet genomineerd als presidentskandidaat voor de Democratische Partij in de verkiezingen van 1868.
4. Chester Arthur – volgde James Garfield op na diens overlijden in 1881, maar werd zelf nooit gekozen tot president; hij was niet genomineerd als presidentskandidaat voor de Republikeinse Partij in de verkiezingen van 1884.
5. Theodore Roosevelt – volgde William McKinley op na diens overlijden in 1901, en won aansluitend de verkiezingen van 1904.
6. Calvin Coolidge – volgde Warren Harding op na diens overlijden in 1923, en won aansluitend de verkiezingen van 1924.
7. Harry S. Truman – volgde Franklin Delano Roosevelt op na diens overlijden in 1945, en won aansluitend de verkiezingen van 1948.
8. Lyndon B. Johnson – volgde John F. Kennedy op na diens overlijden in 1963, en won aansluitend de verkiezingen van 1964.
9. Gerald Ford – volgde Richard Nixon op na diens aftreden in 1974, maar werd zelf nooit gekozen tot president; hij verloor van Jimmy Carter in de verkiezingen van 1976. Het vicepresidentschap van Ford was evenmin het resultaat van reguliere verkiezingen; hij werd in 1973, na het aftreden van Spiro Agnew, op verzoek van Nixon door het Amerikaans Congres aangesteld.

Daarnaast werden nog zes vicepresidenten na verkiezingen president:
1. John Adams – was vicepresident onder George Washington, en volgde hem op als president na de verkiezingen van 1796.
2. Thomas Jefferson – was vicepresident onder John Adams, en volgde hem op als president na de verkiezingen van 1800.
3. Martin Van Buren – was vicepresident onder Andrew Jackson, en volgde hem op als president na de verkiezingen van 1836.
4. Richard Nixon – was vicepresident onder Dwight D. Eisenhower, maar verloor van John F. Kennedy in de verkiezingen van 1960. Acht jaar later versloeg Nixon zittend vicepresident Hubert Humphrey in de verkiezingen van 1968.
5. George H.W. Bush – was vicepresident onder Ronald Reagan, en volgde hem op als president na de verkiezingen van 1988.
6. Joe Biden – was vicepresident onder Barack Obama. Biden was aansluitend geen kandidaat in de verkiezingen van 2016, maar versloeg vier jaar later zittend president Donald Trump in de verkiezingen van 2020.